# Steve Harkness
Steven "Steve" Harkness (Carlisle, 27 augustus 1971) is een Engels voormalig profvoetballer die bij voorkeur als linksachter speelde. Hij speelde tien seizoenen voor Liverpool, van 1989 tot 1999.
In Portugal was hij in 1999 actief met Benfica. Harkness beëindigde zijn professionele loopbaan in 2002 bij Chester City.

## Clubcarrière

### Liverpool
Liverpool plukte Steve Harkness in 1989 weg bij Carlisle United, destijds een Engelse tweedeklasser (Football League Second Division). Bij Carlisle begon Harkness dat jaar zijn loopbaan, aanvankelijk als aanvaller. Hij werd dan omgevormd tot een verdediger en gold begin jaren negentig als een grote belofte. Zijn competitiedebuut viel gelijk op de dag van zijn twintigste verjaardag, 27 augustus 1991, de thuiswedstrijd op Anfield tegen Queens Park Rangers. Na een waslijst aan blessures bij de beloften werd Harkness ook bij de A-ploeg uitgespeeld als linksachter. Harkness bleef het grootste deel van zijn periode bij Liverpool deze positie invullen.
Op de positie van linksachter woedde bij de Reds een hevige concurrentiestrijd. David Burrows was een vaste waarde geworden onder speler-manager Kenny Dalglish, waarna Graeme Souness vanaf februari 1991 de plak zwaaide. Burrows verdween onder Souness uit het elftal, verruilde Liverpool voor West Ham United en gooide daarna de knuppel in het hoenderhok over zijn werkrelatie met Souness. Na het vertrek van Burrows zou Harkness meer speelgelegenheid genieten. Dalglish en Souness gelden als iconen van Liverpool, maar waren het oneens omtrent de defensie. De Schotse rechtsachter Steve Nicol was op een gegeven ogenblik de enige overgebleven verdediger uit het Kenny Dalglish-tijdperk (1985–1991). Na het afscheid van aanvoerder en boegbeeld Alan Hansen in maart 1991  moest Souness puzzelen in het hart van de defensie. Harkness bloeide medio jaren negentig open en zou 102 competitiewedstrijden spelen in de hoofdmacht van de Reds.
Ondanks de ferme concurrentie van spelers als Julian Dicks, Steve Staunton en Stig Inge Bjørnebye, hield Harkness zichzelf redelijk goed staande. Zijn eerste competitiedoelpunt liet evenwel zes jaar op zich wachten. Op 29 april 1995 maakte hij het openingsdoelpunt in een 1–2 uitoverwinning tegen Norwich City op Carrow Road. Ian Rush maakte de winning goal zes minuten voor affluiten. Liverpool stond onder leiding van Roy Evans en won dat seizoen de League Cup na een wereldpartij van Steve McManaman. McManaman scoorde beide goals tegen Bolton Wanderers. Harkness miste de finale, die met 2–1 werd gewonnen, wegens een blessure. Harkness keerde sterker terug, tot hij op 6 april 1996 het slachtoffer werd van een scheenbeenbreuk. Iets wat voorviel tegen Coventry City, op Highfield Road. Harkness liep de zware blessure iets over het uur op, na een wilde tackle van Coventry City-speler John Salako. Hij werd vervangen door Michael Thomas. Liverpool en Harkness waren destijds op jacht naar de Engelse landstitel (Premier League 1995/96), maar verloor met 1–0 door een doelpunt van Noel Whelan. De Reds mochten de landstitel de facto op hun buik schrijven. Hij moest lang revalideren (11 maanden )
De oude werd Harkness niet meer. Als klap op de vuurpijl eindigde Harkness' periode bij Liverpool in mineur nadat hij in de late winter van 1998 door de Football Association, de Engelse voetbalbond, als eerste speler in de geschiedenis op het matje werd geroepen wegens racistische uitlatingen aan het adres van zijn donkere Liverpool-ploeggenoot Stan Collymore in een duel tegen Aston Villa. Harkness ontkende de aantijgingen altijd met klem. Steve Harkness verliet Liverpool in 1999. Hij speelde 140 officiële wedstrijden voor de Reds.

### Benfica
Graeme Souness, de manager-coach die begin jaren negentig goud dacht te hebben gewonnen met Harkness bij Liverpool, haalde Harkness in 1999 naar Portugal. Souness was daar namelijk aan de slag als coach van SL Benfica. Benfica betaalde 950.000 Britse pond voor de linkerverdediger. Op 9 maart 1999 was de deal afgerond. De met veel tromgeroffel door Souness ingelijfde Harkness kwam slechts 9 maal in actie bij de Portugese topclub.

### Blackburn Rovers
Steve Harkness keerde na zes maanden alweer terug naar Engeland en zette zijn krabbel onder een contract bij Blackburn Rovers, dat recentelijk uit de Premier League was gedegradeerd. Brian Kidd was zijn manager bij Blackburn Rovers. Harkness maakte zijn debuut in de Football League First Division – dan de tweede hoogste divisie na de oprichting van de Premier League in 1992 – op 6 november 1999 tegen Ipswich Town, een 2–2 gelijkspel op Ewood Park. Harkness heeft 17 keer het wit-blauwe shirt van de Riversiders gedragen.

### Sheffield Wednesday
In 2000 zette Harkness zijn loopbaan verder bij Sheffield Wednesday, dat in datzelfde jaar als een van de oorspronkelijke clubs uit de Premier League was gedegradeerd. In 2002 was Harkness weg, na twee seizoenen op Hillsborough te hebben vertoefd. Hij speelde dertig competitiewedstrijden voor tweedeklasser Wednesday.

### Chester City
Harkness beëindigde zijn loopbaan in 2002 bij het nietige Chester City, dat uitkwam in de National League.

## Erelijst
| Competitie                |           |           |
| Competitie                | Aantal    | Jaren     |
| Liverpool                 | Liverpool | Liverpool |
| ------------------------- | --------- | --------- |
| Engels landskampioenschap | 1×        | 1989/90   |
| FA Charity Shield         | 1×        | 1990      |
| FA Cup                    | 1×        | 1991/92   |
| League Cup                | 1×        | 1994/95   |